# 男島 (長崎県)
男島（おしま）とは、五島列島の南西に位置する男女群島を構成する島のひとつである。長崎県五島市に属する。

## 地理
地質は溶結凝灰岩から成り立っていて海岸線は海食崖により囲まれている。南の真浦に真浦漁港がある。北端は荒瀬崎、東端は鋸崎、西端は黒崎、南端は真浦神立崎。黒崎ノ灘を挟んでクロキ島がある。

## 自然
暖温帯性種と亜熱帯性種が混生した植生である。爬虫類では、ヒバカリの固有亜種であるダンジョヒバカリが分布する。鳥類ではカツオドリやオウチョウなどの珍しい鳥が生息する。また、オオミズナギドリの集団繁殖地となっている。

## 歴史
- 1886年（明治19年） - 周辺海域でサンゴ漁が始められる。
- 1906年（明治39年） - 周辺海域でサンゴ漁の途中に約1000人が遭難し犠牲となる。これを受けて男島の西部に犠牲者のための千人塚が立てられる[2]。
- 1889年（明治22年）4月1日 - 町村制施行により南松浦郡富江村に属する。
- 1928年（昭和3年）1月1日 - 男島を含む男女群島の所属が大浜村に変更[3]。
- 1969年（昭和44年）8月18日 - 群島全域が国指定の天然記念物（天然保護区域）に指定される[4]。その際、男島で中世の石垣群が発見される。
- 1973年（昭和48年）11月1日 - 群島全域が国指定男女群島鳥獣保護区に指定される。
- 2006年（平成18年）11月12日 - 女島灯台の自動化により、群島は無人島となったが現在も磯釣り客が訪問する地となっている。

## 交通

### 港湾
真浦漁港…男島の南側にある五島振興局管理の漁港。
- 長崎、平戸、佐世保、熊本、鹿児島などから渡船が出ている。